# Synedoida biformata
Synedoida biformata är en fjärilsart som beskrevs av Edwards 1878. Synedoida biformata ingår i släktet Synedoida och familjen nattflyn. Inga underarter finns listade i Catalogue of Life.